# Die Kuh im Propeller
Die Kuh im Propeller (russisch Агитатор „Der Agitator“) ist eine satirische Erzählung von Michail Soschtschenko aus dem Jahre 1923. Die erste deutsche Übersetzung unter dem Titel „Der Agitator“ besorgte Josef Kalmer, sie erschien im ersten Teil (Maschinen im Anmarsch) des Soschtschenko-Sammelbandes Teterkin bestellt einen Aeroplan (E. Prager Verlag, Leipzig und Wien, 1931) innerhalb der Reihe „Das Gesicht der Zeit“. Eine weitere Übersetzung stammt von Grete Willinsky; sie erschien erstmals 1957, wiederum in einem Sammelband (Der verborgte Ehemann) zusammen mit anderen Erzählungen von Soschtschenko im Berliner Verlag Kultur und Fortschritt.

## Inhalt
Die in der für russische Literatur typischen Form des Skas gestaltete Geschichte spielt in der Zeit des Aufbaus der Sowjetmacht nach Ende des russischen Bürgerkriegs, als auch in der Sowjetunion die Luftfahrt zunehmend an Bedeutung gewann. Der in einer Flugschule als Wächter arbeitende Grigori Kossonossow fährt im Urlaub in sein Heimatdorf und will als Agitator die Bauern seines Dorfes von der Bedeutung des Flugwesens überzeugen und Geld für ein neues Flugzeug sammeln. Der Vorsitzende des Dorfsowjets gibt ihm dazu bereitwillig die Erlaubnis und beruft eine Versammlung der Bauern ein: „Agitiert nur, agitiert nur.“ Kossonossow beginnt weitschweifig mit der allgemeinen Politik, wird jedoch bald durch Zwischenrufe aus dem Konzept gebracht, worauf ihn der Vorsitzende bittet, sich etwas einfacher auszudrücken. Nun erzählt Kossonossow Anekdoten zu Unfällen in der Flugschule, unter anderem von einer Kuh, die in einen Propeller geriet: „Ritsch, ratsch, weg war sie!“. Auf sorgenvolle Rückfragen, ob das auch mit Pferden passiere, antwortet er im Brustton der Überzeugung: „Auch Pferde!“ Die Geschichte endet damit, dass Kossonossow ohne Geld in die Fliegerschule zurückkehrt, die Bauern seines Dorfes haben sich doch noch als „ein zu ungebildetes Volk“ erwiesen.

## Wirkung
Bekannt wurde die Erzählung in der DDR vor allem durch die am 31. Oktober 1965 im Rahmen der Reihe Lyrik – Jazz – Prosa von Manfred Krug in der Kongresshalle am Alexanderplatz in Berlin vorgetragene Version, die auf Schallplatte veröffentlicht wurde und in der Folgezeit Kultstatus erreichte. Einige der Passagen des kurzen Stücks, so etwa die spöttisch verwendete Aufforderung „Agitiert nur, agitiert nur“, gingen in den allgemeinen Sprachgebrauch ein und wurden vielfach als Redewendungen und geflügelte Worte verwendet. Gerne gebraucht wurden vor allem in verkürzter oder abgewandelter Form die einleitenden Worte von Kossonossow: „Das Flugwesen, es entwickelt sich!“, wortspielerisch abgewandelt sogar als Titel für einen Dokumentarfilm ("Das Pflugwesen – es entwickelt sich, DDR, 1987).
Auch nach der Wende in der DDR blieb die Erzählung in Ostdeutschland weithin bekannt. So verglich der Kabarettist Martin Buchholz im Jahr 2014 den Protagonisten der Geschichte mit dem damaligen Geschäftsführer der Flughafen Berlin Brandenburg GmbH, Hartmut Mehdorn, da unter dessen Ägide der bisher nicht abgeschlossene Bau des Flughafens Berlin Brandenburg die Brandenburger Tierwelt vor Schäden durch Flugverkehr bewahrt habe.